# Nikolai Fjodorowitsch Kjung
Nikolai Fjodorowitsch Kjung (russisch Николай Фёдорович Кюнг; * 9. August 1917 in Sofino, Gouvernement Smolensk; † 2. Februar 2008 in Schtscherbinka) war ein sowjetischer Lehrer und Häftling im KZ Buchenwald, Widerstandskämpfer gegen den Nationalsozialismus und Mitglied des Sowjetischen Komitees der Kriegsveteranen.

## Leben
Kjung wurde als Sohn des Schweizer Einwanderers Friedrich Ferdinand Küng (russisch Федор Иванович Кюнг; Fjodor Iwanowitsch Kjung) und seiner russischen Frau Efrosinja Timofejewa geboren. Er ließ sich nach seiner Schulzeit für eine Tätigkeit als Lehrer ausbilden. Er war in einer Schule auf dem Lande tätig. Kjung wurde Mitglied in der Kommunistischen Partei der Sowjetunion (KPdSU). Anfang der 1940er Jahre trat er in die Rote Armee ein und wurde nach seiner Ausbildung Zugführer in der Festung Brest. Hier sollte er Artilleristen ausbilden. Nach dem Überfall NS-Deutschlands auf die UdSSR kämpfte er in einer Artillerie-Einheit als Politoffizier. Am 5. Oktober 1941 geriet er als Verwundeter in deutsche Kriegsgefangenschaft. Ende Oktober 1941 wurde er in das Kriegsgefangenenlager Zeithain Nr. 304 (N) verlegt. Ab Frühjahr 1942 musste er in Belgien Zwangsarbeit beim Steinkohleabbau leisten. Am 17. September 1943 wurde er in das KZ Buchenwald eingeliefert, nachdem er sich geweigert hatte, die Seiten zu wechseln und in der Wlassow-Armee zu kämpfen. In Buchenwald leitete er die Abwehrorganisation der sowjetischen Häftlinge und war ihr Sicherheitsbeauftragter im Internationalen Lagerkomitee. Sogar eine illegale „Zeitung“ erschien unter seiner Redaktion.
Als die NS-Herrschaft beseitigt war, kehrte er im Juli 1945 in die Sowjetunion zurück und fand seine Frau und seine Familie in der Gegend von Wjasma wieder. Er wurde in dieser Zeit als Lehrer für Waisenkinder des Krieges tätig. Am 11. März 1949 wurde er vom NKWD in die Lubjanka abgeholt und insgesamt 14 Monate inhaftiert und zahlreichen Verhören unterworfen, um ihm das Eingeständnis abzupressen, als ein „Verräter“ auf deutscher Seite gewirkt zu haben. Er weigerte sich standhaft. Später arbeitete er ehrenamtlich im Komitee der Kriegsveteranen mit.
Das in der Schule Nr. 4 in Schtscherbinka, die Kjung bis 1962 geleitet hatte, befindliche Museum, trägt seit dem 12. Mai 2011 seinen Namen.